# Мексика на зимних Олимпийских играх 2010
Мексика принимала участие в зимних Олимпийских играх 2010 в Ванкувере (Канада), седьмой раз за свою историю, но не завоевала ни одной медали.
Страну представлял только один спортсмен — Хубертус фон Гогенлоэ, выступавший в горнолыжном спорте. Для него это были уже пятая Олимпиада, ему исполнился 51 год и он стал самым старшим спортсменом на этих соревнованиях.

## Результаты соревнований

### Горнолыжный спорт
Соревнования прошли на горнолыжном курорте Уистлер Криксайд, расположенном в 125 км к северу от Ванкувера. Во время стартов температура воздуха и снега колебалась около нулевой отметки, время от времени на трассу опускался туман, и шёл дождь.
Мужчины
| Соревнование      | Спортсмены            | 1 спуск | 2 спуск | Всего   | Отставание | Место |
| ----------------- | --------------------- | ------- | ------- | ------- | ---------- | ----- |
| Гигантский слалом | Хубертус фон Гогенлоэ | 1:34,50 | 1:36,97 | 3:11,47 | +33,64     | 78    |
| Слалом            | Хубертус фон Гогенлоэ | 1:02,09 | 1:05,69 | 2:07,78 | +28,46     | 46    |